# 泰爾努瓦泰
泰爾努瓦泰（羅馬化：Ternuvate）是烏克蘭南部扎波羅熱州扎波羅熱區泰尔努瓦泰市镇内的鎮及其行政中心。始建於1898年，初稱海丘爾（Гайчур），1946年更名。其面積2.4平方公里，海拔高度154米，2021年估計人口有1,266人。